# Cityring (Sæby)
 For alternative betydninger, se Cityring. (Se også artikler, som begynder med Cityring)
Cityring O er en indre ringvej, der går rundt om Sæby Centrum.
Vejen består af Sdr Ringvej – Kappellhavevej – Toldbodvej – P Lunds Vej – Skovalleen – Frederikshavnvej – Søndergade – Gasværksvej - Solsbækvej  og ender til sidst i Sdr Ringvej. 
Cityring skal lede gennemkørende trafik uden om Sæby Centrum og fungere som en alternativ rute for dem, der har ærinder inde i den indre by. Vejen er også en gevinst for de handlende[kilde mangler], så der ikke kommer så meget gennemkørende trafik ind gennem midtbyen. 